# Pieszyce (gromada 1954)
Pieszyce – dawna gromada, czyli najmniejsza jednostka podziału terytorialnego Polskiej Rzeczypospolitej Ludowej w latach 1954–1972.
Gromady, z gromadzkimi radami narodowymi (GRN) jako organami władzy najniższego stopnia na wsi, funkcjonowały od reformy reorganizującej administrację wiejską przeprowadzonej jesienią 1954 do momentu ich zniesienia z dniem 1 stycznia 1973, tym samym wypierając organizację gminną w latach 1954–1972.
Gromadę Pieszyce z siedzibą GRN w Pieszycach (wówczas wsi) utworzono – jako jedną z 8759 gromad na obszarze Polski – w powiecie dzierżoniowskim w woj. wrocławskim, na mocy uchwały nr 12/54 WRN we Wrocławiu z dnia 2 października 1954. W skład jednostki wszedł obszar dotychczasowej gromady Pieszyce ze zniesionej gminy Pieszyce w tymże powiecie. Dla gromady ustalono 27 członków gromadzkiej rady narodowej.
13 listopada 1954, po pięciu tygodniach, gromadę Pieszyce zniesiono w związku z nadaniem jej statusu osiedla. 18 lipca 1962 osiedle Pieszyce otrzymało status miasta. 1 stycznia 2016 powiecie dzierżoniowskim zmieniono gminę miejską Pieszyce na gminę miejsko-wiejską Pieszyce. Formalnie dokonano tego przez odebranie Pieszycom statusu miasta i jednoczesne nadanie statusu miasta Pieszycom na mniejszym obszarze, pozostały obszar stał się częścią wiejską gminy.
Uwaga: W 1954 roku w powiecie dzierżoniowskim funkcjonowały dwie gromady o nazwie Pieszyce – drugą była gromada Pieszyce.